# 1933年の政治
1933年の政治（1933ねんのせいじ）では、1933年（昭和8年）の政治分野に関する出来事について記述する。

## できごと

### 1月

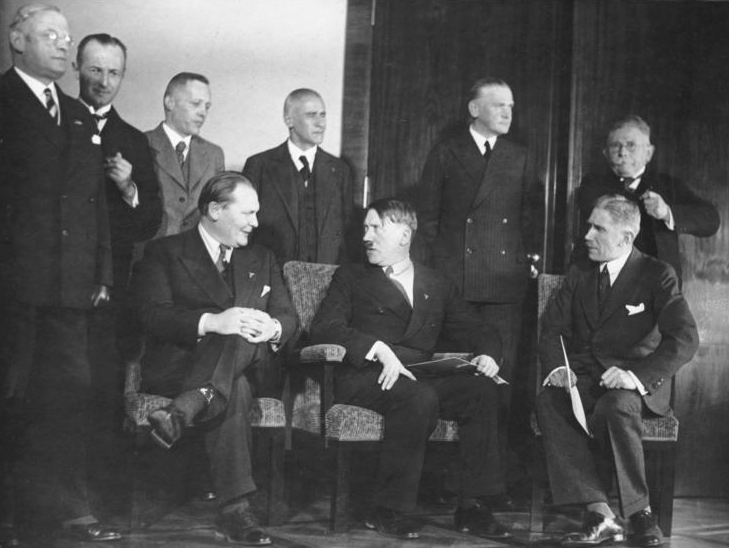
ヒトラー内閣成立。前列左からヘルマン・ゲーリング無任所相、アドルフ・ヒトラー首相、フランツ・フォン・パーペン副首相。後列左からフランツ・ゼルテ労相、ギュンター・ゲレケ、シュヴェリン・フォン・クロージク蔵相、ヴィルヘルム・フリック内相、ヴェルナー・フォン・ブロンベルク国防相、アルフレート・フーゲンベルク農相・経済相。ヒトラーを含めナチスからは3名が入閣したのみであり、保守派はヒトラーを抑えられると考えたが・・・。

- 1月6日 - アドルフ・ヒトラーがケルンの銀行家クルト・フォン・シュレーダー（ドイツ語版）邸で、フランツ・フォン・パーペン前首相と会談。クルト・フォン・シュライヒャー政権打倒、ナチス党とパーペンの連立政権樹立、ドイツ社会民主党・ドイツ共産党・ユダヤ人の国家中枢からの排除で合意[1]。
- 1月18日 - ヒトラー・パーペン会談がヨアヒム・フォン・リッベントロップ邸で行われる。
- 1月22日 - リッベントロップ邸で再度ヒトラー・パーペン会談。大統領官邸長官オットー・マイスナーやパウル・フォン・ヒンデンブルク大統領の息子オスカー・フォン・ヒンデンブルクも同席[2][3]。
- 1月26日 - パーペン、アルフレート・フーゲンベルクドイツ国家人民党党首、フランツ・ゼルテ鉄兜団団長、テオドール・デュスターベルクと会談。ヒトラー内閣への入閣交渉[4][2]。
- 1月28日
  - シュライヒャー首相、辞任。
  - ヒンデンブルク大統領、パーペンを「政局説明担当」特別職に任命。
- 1月29日
  - シュライヒャー将軍、陸軍総司令官クルト・フォン・ハンマーシュタイン＝エクヴォルトをヒトラーの下へ派遣、協力を申出[5]。
  - ヒトラー・パーペン会談。パーペン、政権掌握後の総選挙実施と選挙後の全権委任法による独裁体制樹立を要求[5]。
- 1月30日 - ヒンデンブルク大統領、ヒトラーを首相に任命。ヒトラー内閣成立[5]。

### 2月
- 2月1日
  - ヒトラー、第一次四カ年計画を発表。
  - 独、国会（ライヒスターク）解散。
- 2月14日 - 国際連盟「リットン報告書」を元に「中日紛争に関する国際連盟特別総会報告書」を採択し、「満州国」不承認を全会一致で可決。
- 2月24日
  - 国際連盟特別総会において「リットン報告書」について審議。採択の結果は賛成42票、反対1票（日本）、棄権1票（シャム＝現タイ）、投票不参加1国（チリ）。日本代表団（松岡洋右全権代表）は議場を退場。
  - プロイセン州警察（担当はプロイセン内相のヘルマン・ゲーリング無任所相）、カール・リープクネヒト館（共産党本部）を捜索、共産主義者蜂起の計画書を発見したと発表。
- 2月27日 - 独、国会議事堂放火事件。
  - マリヌス・ファン・デア・ルッベが実行犯として逮捕される。
  - プロイセン警察、共産党所属議員や公務員の逮捕命令、共産党機関紙の発行禁止。ゲオルギ・ディミトロフなど逮捕。
- 2月28日 - ヒトラー、「国民と国家の保護のための大統領令」及び「ドイツ国民への裏切りと反逆的策動に対する大統領令」を緊急大統領令として閣議決定。

### 3月
- 3月1日 - ゲーリング、「共産主義者の抹殺が、国家の最重要責務」と演説、「白色テロ」を宣言。
- 3月5日 - 独国会総選挙。
- 3月7日 - ヒトラー、閣議で全権委任法制定を表明。
- 3月9日
  - 独、共産党を非合法化。共産党の81議席分の再選挙は実施せず議席ごと抹消[6]（ナチス党単独過半数を獲得）。
  - フランツ・フォン・エップ率いる突撃隊、バイエルン州政府（ハインリヒ・ヘルト首相）解体。
- 3月13日 - ヒンデンブルク独大統領、国民啓蒙・宣伝省設置の国家法を発布。宣伝大臣にナチス党宣伝全国指導者を務めていたヨーゼフ・ゲッベルスを任命。
- 3月15日 - ヴィルヘルム・フリック独内相、閣議に全権委任法案を内示。
- 3月20日 - 独、閣議に全権委任法最終案提示。全会一致で閣議決定。
- 3月21日 - ポツダムの衛戍教会（ガルニゾン教会）で国会開会式（ポツダムの日）。
- 3月22日 - ヒトラー、ルートヴィヒ・カース中央党党首と会談。
- 3月23日 - 独、クロル・オペラハウスに国会召集。

- - ナチス党とドイツ国家人民党、全権委任法（正式名称「「民族および国家の危難を除去するための法律」、授権法）案を共同提出。
  - 中央党、全権委任法賛成を決定。
  - オットー・ヴェルスドイツ社会民主党党首、反対演説。
  - 全権委任法賛成441反対94で可決成立。ワイマール共和国崩壊。
- 3月27日 - 日本、正式に国際連盟に脱退を表明。国際連盟脱退に関する詔書が発布。
- 3月29日 - 独、絞首刑に関する法律成立。放火犯も死刑対象。「罪刑法定主義」や「法の不遡及」の原則を否定。

### 4月
- 4月10日 - フランツ・フォン・エップ、バイエルン州国家代理官に就任。

### 5月
- 5月5日 - 独、国家航空委員会を改組して航空省設置。航空大臣にヘルマン・ゲーリングを任命。

### 9月
- 9月21日 - 独最高裁判所（ライプチヒ）で国会議事堂放火事件に関する裁判開始。